# Angela Kpeidja
Angela Kpeidja est une ingénieure biotechnologiste, écrivaine, journaliste béninoise et militante des droits des femmes. Elle est l'une des premières femmes à dénoncer publiquement le harcèlement sexuel au Bénin.

## Biographie
Angela Kpeidja est biotechnologiste de formation. Après cinq années dans les laboratoires, elle quitte son poste pour se lancer dans le journalisme où à ses débuts elle est chroniqueuse santé sur l'émission « weekend-matin » de Steve Facia. Elle intervient, ensuite, dans l'émission « 5 SUR 7 MATINS» du service public. 
Journaliste spécialisée dans les questions de santé, elle est désignée pour un entretien exclusif aau président Patrice Talon sur les réponses du gouvernement face à la Covid-19, le 29 mars 2020.
Elle est nommée le 18 mai 2020 cheffe du service web à l’ORTB.

## Harcèlement sexuel
Le 1er mai 2020, Angela Kpeidja dans une publication sur sa page facebook dénonce les pratiques de harcèlement sexuel au sein de l’ORTB, la chaîne publique béninoise et lutte depuis ce jour pour libérer la parole des femmes,,,,,,. 
Le chef de l'État béninois Patrice Talon  déplore le phénomène et la reçoit en audience avec des responsables de son service pour discuter de ses dénonciations, le 5 mai 2020.

## Publications
(fr) Angela Kpeidja, Bris de silence, Les éditions abcd, 2021 (ISBN 978-99982-0-953-4).